# Декан Стародавнього Риму
Декан, деканус (лат. decanus) — військова посада у Стародавньому Римі. Decanus означає латиною «головний з десяти», «десятник». Надалі цим словом стали звати й деякі церковні та цивільні посади.
У давньоримській армії декан — начальник контубернію (contubernium) або «товариства намету», тобто загону з 8-10 легіонерів, які жили в одному наметі і були найменшим структурним підрозділом піхоти. У кінноті йому відповідав декуріон (decurio) — командир декурії. У сучасних збройних силах приблизно відповідає сержанту, командиру відділення.
У Візантійській імперії декан — керівник підрозділу двірської служби у 10 осіб, а у римсько-католицькій церкві Середньовіччя — начальник над десятьма ченцями у монастирі, а також голова колегії кардиналів (посада «кардинал-декан» збереглася досі). Надалі «деканами» стали звати очільників факультетів в університетах.